# خالد بن بريك
خالد صالح بن بريك، لاعب كرة قدم يمني، لعب في مركز الوسط وقد لقبه مشجعوه بالمايسترو وزيدان حضرموت.

## ولادته واسرته
من واليد عام 1975 ولد في مدينة المكلا متزوج وله أربعة ذكور وبنت.

## النوادي التي لعب فيها
- لعب لنادي الشعب منذ نعومة أنامله.
- ارتقى في سلم الفئات السنة إلى أن وصل للفريق الأول وهو لم يتجاوز الثامنة عشر من عمره.

## البطولات
ذكر أنه لعب في دورة كأس الخليج 16 لكرة القدم وقاد منتخبه الوطني (كابتن المنتخب).

## عمله
تولى مهمة تدريب نادي شعب حضرموت حتى وفاته في 19 أغسطس 2021.